# Richtlinie 2001/55/EG (Massenzustrom-Richtlinie)
Die Richtlinie 2001/55/EG über Mindestnormen für die Gewährung vorübergehenden Schutzes im Falle eines Massenzustroms von Vertriebenen und Maßnahmen zur Förderung einer ausgewogenen Verteilung der Belastungen, die mit der Aufnahme dieser Personen und den Folgen dieser Aufnahme verbunden sind, auf die Mitgliedstaaten, ist eine Richtlinie der Europäischen Gemeinschaft, welche Mindestnormen für die Gewährung vorübergehenden Schutzes im Falle eines Massenzustroms von Flüchtlingen festlegt. Sie wird auch als Massenzustrom-Richtlinie oder Richtlinie zum vorübergehenden Schutz bezeichnet, bisweilen auch als Notfall-Richtlinie für temporären Schutz.
Die Richtlinie bietet einen Mechanismus einer EU-weit koordinierten Aufnahme einer großen Zahl von Flüchtlingen jenseits des individuellen Asylverfahrens und jenseits des Dublin-Systems. Zuständig dafür, einen Massenzustrom festzustellen, ist der Rat der Europäischen Union.
Zum Schutz der Flüchtlinge aus der Ukraine beschlossen die Mitgliedstaaten am 3. März 2022, diese Richtlinie erstmals zu aktivieren.

## Vorgehen und Ziele: Massenstrom und vorübergehender Schutz
Die Richtlinie wurde 2001 als Antwort auf den Zustrom von Bürgerkriegsflüchtlingen während der Jugoslawienkriege aus dem ehemaligen Jugoslawien für außergewöhnliche Lagen geschaffen, die mit dem geltenden Recht der Normallage nicht zu bewältigen sind.
Die EU-Richtlinie sieht eine – neben dem Flüchtlingsstatus gemäß dem Genfer Flüchtlingskonvention (Abkommen über die Rechtsstellung der Flüchtlinge) (1951, Artikel 1) und dem subsidiären Schutz nach der Qualifikationsrichtlinie (Anerkennungsrichtlinie) (2004/2011, Art. 15) – weitere Form des Schutzes vor, nämlich den vorübergehenden Schutz von Vertriebenen. Der Begriff Vertriebene ist dabei weit gefasst, weiter als der Begriff der (staatlichen) Vertreibung: Er schließt insbesondere ernsthaft von systematischen oder weit verbreiteten Menschenrechtsverletzungen Bedrohte oder Betroffene – somit Flüchtlinge im Sinne der Genfer Konvention – sowie Personen, die aus Gebieten geflohen sind, in denen ein bewaffneter Konflikt oder dauernde Gewalt herrscht (Kriegsflüchtlinge), mit ein. Dieser Schutz greift erst, wenn der Rat der Europäischen Union mit qualifizierter Mehrheit beschließt, dass ein Flüchtlingsstrom ein Massenzustrom ist. Die Mitgliedstaaten geben dabei an, wie viele Personen sie jeweils freiwillig aufnehmen; finanzielle Unterstützung gewährt der Asyl-, Migrations- und Integrationsfonds (früher: der Europäischer Flüchtlingsfonds). Der vorübergehende Schutz kann dann auf schnelle und unbürokratische Weise gewährt werden, wobei der jeweilige Mitgliedstaat zur Registrierung verpflichtet ist und unter anderem für eine angemessene Unterbringung und für den Lebensunterhalt zu sorgen hat.
Personen mit vorübergehendem Schutz haben Zugang zum Arbeitsmarkt und müssen nicht in Aufnahmeeinrichtungen oder Flüchtlingsunterkünften wohnen. Der Schutz endet nach einem Jahr (verlängerbar auf insgesamt bis zu zwei Jahren bzw. mit erneutem qualifiziertem Mehrheitsbeschluss des Rates auf insgesamt maximal drei Jahre) oder endet jederzeit, sobald der Rat dies mit qualifizierter Mehrheit beschließt, bietet also keine langfristige Bleibeperspektive. Den Betroffenen ist es nicht verwehrt, einen Antrag auf Asyl zu stellen.
Ziele dieser Richtlinie sind:
- die Schaffung von sozialen Mindeststandards für Personen, die vorübergehenden Schutz benötigen,
- die Schaffung eines Solidaritätsmechanismus zwischen den EU-Mitgliedstaaten zur ausgewogenen Verteilung und
- das Ermöglichen eines zeitlich beschränkten Aufenthaltsstatus für die Schutzsuchenden.

Die Richtlinie wurde nach den Erfahrungen mit der großen Zahl von Flüchtlingen aus dem ehemaligen Jugoslawien beschlossen. Europäische Staaten hatten damals unbürokratisch Flüchtlinge aufnehmen müssen, was zur Bosnien-De-facto-Unterstützungsaktion in Österreich und zu ähnlichen Maßnahmen in anderen Staaten führte. Eines der zunächst mit der Richtlinie ins Auge gefassten Ziele, eine verbindliche Aufnahmequote für die EU-Mitgliedstaaten, wurde jedoch fallengelassen:

„Nach den Flüchtlingskrisen infolge der Bürgerkriege im ehemaligen Jugoslawien wollte die EU einen gemeinsamen Mechanismus zur schnellen Aufnahme von Bürgerkriegsflüchtlingen und Vertriebenen bei ähnlichen Krisen einrichten. Für jeden Mitgliedstaat sollte dabei eine verbindliche Aufnahmequote festgelegt werden. In der Richtlinie einigte man sich jedoch lediglich auf Mindestnormen für die temporäre Aufnahme; ansonsten blieb es beim Grundsatz der Freiwilligkeit: Die Mitgliedstaaten können also weiterhin selbst ihre Aufnahmekapazität bestimmen.“

## Inhalt
Die Richtlinie ist in neun Kapitel aufgeteilt:
- Kapitel I (Artikel 1 bis 3): In den allgemeinen Bestimmungen werden Gegenstand, Definitionen und den Anwendungsbereich festgelegt,
- Kapitel II (Artikel 4 bis 7) regelt die Dauer und Durchführung des vorübergehenden Schutzes,
- Kapitel III (Artikel 8 bis 16) regelt die Pflichten der Mitgliedstaaten gegenüber Personen, die vorübergehenden Schutz genießen,
- Kapitel IV (Artikel 17 bis 19) regelt das Asylverfahren im Rahmen des vorübergehenden Schutzes
- Kapitel V (Artikel 20 bis 23) regelt die Rückkehr sowie Maßnahmen nach Ablauf des vorübergehenden Schutzes,
- Kapitel VI (Artikel 24 bis 26) enthält Regelungen zur Solidarität,
- Kapitel VII (Artikel 27) regelt die Zusammenarbeit der Verwaltungsbehörden,
- Kapitel VIII (Artikel 28) enthält besondere Bestimmungen,
- Kapitel IX (Artikel 29 bis 34) enthält die Schlussbestimmungen.

Aus Artikel 2 wird deutlich, dass in dieser Richtlinie der Begriff „Vertriebene“ nicht in einem engen Sinne als auf von (staatlicher) Vertreibung Betroffene begrenzt ist. Vielmehr bezeichnet dieser Begriff hier:

„Staatsangehörige von Drittländern oder Staatenlose, die ihr Herkunftsland oder ihre Herkunftsregion haben verlassen müssen oder insbesondere nach einem entsprechenden Aufruf internationaler Organisationen evakuiert wurden und wegen der in diesem Land herrschenden Lage nicht sicher und dauerhaft zurückkehren können, und die gegebenenfalls in den Anwendungsbereich von Artikel 1 Abschnitt A der Genfer Flüchtlingskonvention oder von sonstigen internationalen oder nationalen Instrumenten, die internationalen Schutz gewähren, fallen. Dies gilt insbesondere für Personen,
i) die aus Gebieten geflohen sind, in denen ein bewaffneter Konflikt oder dauernde Gewalt herrscht;
ii) die ernsthaft von systematischen oder weit verbreiteten Menschenrechtsverletzungen bedroht waren oder Opfer solcher Menschenrechtsverletzungen sind.“

In Kapiteln II bis VI sind vier zentrale Bereiche geregelt:
Dauer und Umsetzung des vorübergehenden Schutzes (Kapitel II)Nach Artikel 5 wird das Bestehen eines Massenzustroms von Vertriebenen durch einen mit qualifizierter Mehrheit herbeigeführten Beschluss des Europäischen Rats festgestellt, und zwar auf Vorschlag der Europäischen Kommission. Nach Artikel 4 wird die Notwendigkeit eines vorübergehenden Schutzes dabei zunächst für die Dauer eines Jahres festgelegt, wobei diese Frist zweimal um jeweils sechs Monate verlängert werden kann. Zudem kann die Frist auf Antrag des Mitgliedstaats durch qualifizierten Mehrheitsbeschluss des Europäischen Rates für ein weiteres Jahr auf eine Höchstdauer von insgesamt drei Jahren verlängert werden. Artikel 6 legt fest, dass der vorübergehenden Schutzes beendet ist, wenn die Frist abgelaufen ist oder aber jederzeit aufgrund eines Beschlusses des Europäischen Rates, der mit qualifizierter Mehrheit auf Vorschlag der Europäischen Kommission ergeht.
Pflichten der Mitgliedstaaten gegenüber Personen mit vorübergehenden Schutz (Kapitel III)Artikel 8 sieht die Vergabe von Aufenthaltstiteln und Hilfe bei der Vergabe von Visa vor, Artikel 9 die Ausgabe von Dokumenten in einer für den betreffenden Personenkreis verständlichen Sprache und Artikel 10 die Registrierung dieser Personen durch den sie aufnehmenden Mitgliedsstaat. Artikel 11 stellt klar, dass diese Personen nicht beliebig von einem Mitgliedstaat in einen anderen reisen können, es sei denn, es bestehen diesbezüglich bilaterale Übereinkünfte. Nach Artikel 12 ist vorübergehend aufgenommenen Flüchtlingen grundsätzlich eine abhängige oder selbständige Erwerbstätigkeit und der Zugang zu beruflicher Bildung zu gestatten; allerdings steht es den Mitgliedstaaten frei, Flüchtlingen den Arbeitsmarktzugang nur nachrangig zu gewähren, wie es beispielsweise in Deutschland in Form der Vorrangprüfung praktiziert wird. Nach Artikel 13 müssen die Mitgliedstaaten für eine angemessene Unterbringung und den Lebensunterhalt der Geflüchteten Sorge tragen; sie haben zudem unbegleiteten Minderjährigen und Personen, die Folter oder Vergewaltigung oder anderen ernste Formen seelischer, psychischer oder sexueller Gewalt erlitten haben, die erforderliche medizinische und weitere Unterstützung gewähren. Artikel 14 legt fest, dass minderjährigen Flüchtlingen der Zugang zum Bildungssystem ebenso wie Einheimischen zu gewähren ist. Artikel 15 legt fest, dass die Zusammenführung von Familien ermöglicht werden muss und nur in Ausnahmefällen abgelehnt werden kann und das Kindeswohl zu berücksichtigen ist. Artikel 16 regelt die Vertretung und den Schutz von unbegleiteten minderjährigen Flüchtlingen.
Zugang zu regulären Asylverfahren (Kapitel IV)Nach Artikel 17 bis 19 ist Flüchtlingen, die vorübergehenden Schutz genießen, der Zugang zu den regulären Asylverfahren jederzeit offen zu halten.
Rückkehr der betroffenen Flüchtlinge und Maßnahmen nach Ablauf des Schutzes (Kapitel V)Artikel 20 bis 22 sehen einen Schutz für freiwillig zurückkehrende Personen vor und legt fest, dass auch eine zwangsweise Rückkehr nach Ablauf des Schutzes unter Wahrung der Menschenwürde vonstattengeht. Nach Artikel 23 haben Personen nach Ablauf des Schutzes einen Anspruch auf Verlängerung des Aufenthalts, wenn ihnen eine Reise angesichts ihres Gesundheitszustands vernünftigerweise nicht zugemutet werden kann. Zudem kann der betreffende Mitgliedsstaat ihren Aufenthalt verlängern, wenn sie minderjährige Kinder haben, bis diese ihren Schulabschnitt vollendet haben.
Nach Artikel 28 ist es den Mitgliedstaaten gestattet, Personen vom vorübergehenden Schutz auszuschließen, wenn diese eine Gefahr für die innere Sicherheit darstellen, im Verdacht stehen, sich Kriegsverbrechen oder Verbrechen gegen die Menschlichkeit schuldig gemacht zu haben oder Handlungen begangen haben, die den Zielen der Vereinten Nationen entgegenstehen. Dabei ist der Grundsatz der Verhältnismäßigkeit zu berücksichtigen.

### Vergleich des vorübergehenden Schutzes zu anderen Asylformen
Im Vergleich zum regulären Asyl nach der Genfer Konvention (Konventionsflüchtling) und zum subsidiär Schutzberechtigen, die beide eine ausführliche Beurteilung des Einzelfalles – bezüglich persönlicher Betroffenheit von „Verfolgung“ respektive von „ernsthaftem Schaden“ bei Rückschiebung – erfordern, steht beim vorübergehenden Schutz im Vordergrund, dem betreffenden Personenkreis auf schnellem und möglichst unbürokratischem Wege Schutz zu verleihen. Dabei wird von vornherein auch der Zugang zum Arbeitsmarkt und zu Bildungsmaßnahmen ermöglicht und keine Verpflichtung zum Aufenthalt in einer Aufnahmestelle oder Flüchtlingsunterkunft auferlegt. Der Schutz bietet allerdings keine Langzeitperspektive, da er auf ein bis zwei bzw. insgesamt höchstens drei Jahre begrenzt ist und er zudem jederzeit vom Europäischen Rat aufgekündigt werden kann. Die Richtlinie bietet den Mitgliedstaaten so die Basis für eine rasche Reaktion auf eine Krise, mit der eine Migration oder Evakuierung einer großen Zahl von Personen einhergeht.

## Umsetzung
Großbritannien machte keinen Gebrauch von der Möglichkeit, sich basierend auf Artikel 3 des dem Vertrag über die Europäische Union und dem Vertrag zur Gründung der Europäischen Gemeinschaft beigefügten Protokolls über die Position des Vereinigten Königreichs und Irlands aus der Anwendung dieser Richtlinie auszunehmen. Auf Irland hatte die Richtlinie zunächst keine Anwendung; durch Entscheidung der Kommission 2003/690/EG findet sie auf Irland Anwendung. Dänemark hingegen beteiligt sich nicht an der Richtlinie.
In Deutschland wurde die Richtlinie durch § 24 AufenthG umgesetzt. Die Umsetzung erfolgte mit Inkrafttreten des Zuwanderungsgesetzes zum 1. Januar 2005.
Das mit Artikel 1 des Zuwanderungsgesetzes eingeführte Aufenthaltsgesetz ersetzte das frühere Ausländergesetz von 1990 und regelt mit Wirkung zum 1. Januar 2005 den Aufenthalt von Drittstaatern, also von Ausländern, die keine Staatsangehörigkeit eines EU-Mitglieds haben.

### Reformbestrebungen
Im Mai 2015 berichtete das Nachrichtenportal DiePresse.com, die EU-Kommission bereite einen Gesetzesvorschlag vor, um diese Richtlinie zu ändern und ein verpflichtendes, permanentes System zur Umverteilung von Schutzbedürftigen in der EU im Fall eines Massenzustroms einzurichten. Die Verteilung solle die Wirtschaftsleistung nach dem Bruttoinlandsprodukt, die Bevölkerungsgröße, die Arbeitslosenquote und die Zahl der bisherigen Asylbewerber berücksichtigen.

### Nicht-Anwendung bis 2021
2011 verlangten EVP-Abgeordnete Italiens und Maltas, angesichts der Zahl der Bürgerkriegsflüchtlinge in Malta und in Italien den Solidaritätsmechanismus der Richtlinie zu aktivieren. In einer 2012 verfassten Entschließung des Europäischen Parlaments wurde auf diese Richtlinie zur Begründung einer verstärkten EU-internen Solidarität im Asylbereich hingewiesen.
Angesichts der Flüchtlingskrise in Europa verwies die EGP im Zusammenhang mit der Forderung nach sicheren und legalen Wege zur Einreise in die EU auf diese Richtlinie; die ALDE forderte, Flüchtlinge sollten schon in UN-Flüchtlingslagern in Drittstaaten vorübergehenden Schutz beantragen können.
Im September 2015 reichten Abgeordnete der GUE/NGL-Fraktion einen Entschließungsantrag ein mit der Aufforderung, „angesichts des derzeitigen Zustroms von Flüchtlingen unverzüglich die Richtlinie über vorübergehenden Schutz (Richtlinie 2001/55/EG) zur Anwendung zu bringen“.
Wissenschaftler, Vertreter von Forschungseinrichtungen und Parteipolitiker in Europa wiesen in diesem Zusammenhang auf die Möglichkeit hin, die Syrien-Krise als einen Fall für die Anwendung der Richtlinie 2001/55/EG aufzufassen, erklärten jedoch, der hierzu notwendige EU-Beschluss sei nicht absehbar.
Als Gründe gegen eine Aktivierung dieser Richtlinie in der Flüchtlingskrise 2015 wurde unter anderem angegeben, dass dieses Instrument bei der aus sowohl Vertriebenen als auch Wirtschaftsflüchtlingen zusammengesetzten Migration keinen zusätzlichen Wert biete und eine Maßnahme wie Relocation-Programme auf Basis des Vertrages von Lissabon mit der Umsiedlung von Schutzsuchenden aus Griechenland und Italien in andere EU-Staaten vorzuziehen sei. Zudem könne die Richtlinie als Pull-Faktor betrachtet werden. Zu den Pro-Argumenten für eine Aktivierung der Richtlinie zähle hingegen unter anderem die Möglichkeit der Familienzusammenführung sowie die sich aus der Erwerbstätigkeit ergebende Entlastung der Asylsysteme und der damit verbundenen Sozialsysteme.
Laut Winfried Kluth sei die Richtlinie auch deshalb nicht in der Flüchtlingskrise 2015 zur Anwendung gekommen, weil die Mitgliedstaaten sich nicht auf einen Verteilungsmechanismus, welcher zur Aktivierung der Richtlinie notwendig ist, einigen konnten.

### Erstmalige Anwendung 2022: Flüchtlinge aus der Ukraine
Nach dem russischen Überfall auf die Ukraine 2022 und einer absehbar hohen Zahl von Flüchtlingen bereitete der Rat für Justiz und Inneres in einer außerordentlichen Sitzung am 27. Februar 2022 einen Beschluss zum Bestehen eines „Massenzustroms von Vertriebenen“ nach Art. 5 der Richtlinie vor, die nun erstmals zur Anwendung käme. Am 28. Februar 2022 forderte das Europäische Parlament in einem Entschließungsantrag die Mitgliedstaaten dazu auf, diesen Vorschlag zu billigen. Am 3. März 2022 einigten sich die Mitgliedstaaten auf die Aktivierung der Richtlinie. Der entsprechende Beschluss des Rats der Europäischen Union, der für die Anwendung der Richtlinie formell notwendig ist und die betroffenen Personen umschreibt, erging am 4. März 2022.
Diese Anwendung der Massenzustrom-Richtlinie wurde mehrmals um jeweils ein Jahr verlängert. Am 25. Juni 2024 beschloss der Rat der Europäischen Union ihre Verlängerung bis zum 4. März 2026.

## Rechtsquellen
- Richtlinie 2001/55/EG
- UNHCR-Kommentare zur Richtlinie 2001/55/EG (englischsprachig)